# Mi Mi Mi
Mi Mi Mi è un singolo del gruppo musicale russo Serebro, pubblicato per il mercato musicale internazionale il 10 giugno 2013 come primo estratto dal terzo album in studio Sila trëch.
Il brano ha ottenuto un buon successo, soprattutto in Italia, dove è diventato disco di platino.

## Il brano
La canzone è stata composta da Ol'ga Serjabkina e Maksim Fadeev esclusivamente per il mercato musicale extra russo, e proprio per questo non esiste la versione russa del brano. Mi Mi Mi è inteso come Me in inglese. Ha raggiunto un buon successo in Italia arrivando all'undicesimo posto in classifica.

## Video musicale
Il 10 giugno 2013 è stato pubblicato il videoclip della canzone. Ambientato in una piscina, protagoniste del video sono le Serebro stesse: Ol'ga (coautrice del brano), Elena ed Anastasija.

## Classifiche
| Classifica (2013) | Posizione massima |
| ----------------- | ----------------- |
| Cile              | 34                |
| Italia            | 11                |
| Ucraina           | 64                |